# Потапова Олена Михайлівна
Олена Михайлівна Потапова (нар. 16 лютого 1930, Самара) — українська радянська артистка балету, балетмейстерка та хореографка, народна артистка УРСР (1960) та СРСР (1970), Національна легенда України (2021).

## Життєпис
Народилась в м. Самара (нині місто в РФ) в сім'ї службовця. Разом із сестрами Ганною та Варварою вчилася в Куйбишевській хореографічній студії Палацу піонерів і дебютувала 11 лютого 1942 в ролі Амура (із балету Л. Мінкуса «Дон Кіхот») у складі трупи Большого театру, який перебував у Куйбишеві (нині м. Самара) в евакуації. Після загибелі батька на фронті сім'я переїхала до визволеного Києва (до старшої сестри Віри). Сестри (знову разом) навчалися в ремісничому училищі при 4-й взуттєвій фабриці, згодом — у балетній студії при Київському театрі опери та балету під керівництвом Н. Верикундової; уперше виступили на його сцені в партії потерчат (прем'єра «Лісової пісні» М. Скорульського). 1948-го закінчила навчання в студії, станцювавши з О. Бердовським дует з 3-го акту «Лебединого озера» П. Чайковського, і була прийнята до балетної трупи театру.
Після року праці в кордебалеті стала солісткою, її партнерами в дуетах були Ф. Баклан і В. Ковтун. Інтерпретаторка майже всіх сольних партій вітчизняної і світової балетної спадщини, репрезентованої на радянській сцені. Виконання Потапової відзначалося віртуозністю, технічною досконалістю, високим артистизмом і художньою довершеністю. Найвидатніше виконавське досягнення — партії Одетти-Оділії, які Потапова станцювала близько 500 разів, постійно вдосконалюючи свою майстерність. Лавреатка 3-го Всесвітнього фестивалю молоді і студентів в Берліні (тоді НДР), учасниця Декад української літератури і мистецтва в Москві й Ташкенті, гастролювала в країнах Європи та Америки з величезним успіхом.
Із 1977 як балетмейстерка-репетиторка театру виховувала нове покоління (Г. Кушнірову та ін.). Член журі 1-го республіканського конкурсу балетмейстерів та артистів балету (1983). 28 січня 2001 театр влаштував масштабний концерт на честь трьох сестер Потапових, чия творча діяльність в ньому тривала більш як 50 років.

### Родина
- Сестра — артистка балету, педагог Варвара Потапова (1932—2018).
  - Племінник — диригент Олексій Баклан (нар. 1961).
- Сестра — артистка балету Ганна Потапова[3].
- Чоловік — театральний режисер Роберт Висоцький.
  - Донька — театральна режисерка Алла Висоцька.

## Творчість
- Леся («Маруся Богуславка» А. Свєчникова),
- Лілея («Лілея» К. Данькевича),
- Мавка («Лісова пісня» М. Скорульського), Варя («Чорне золото» В. Гомоляки),
- Господарка Мідної гори, Перо («Кам'яна квітка», «Підпоручик Кіже» С. Прокоф'єва),
- Маша, Аврора («Щелкунчик», «Спляча красуня» П. Чайковського),
- Кітрі («Дон Кіхот» Л. Мінкуса),
- Цар-дівиця, Есмеральда («Коник-Горбоконик», «Есмеральда» Ц. Пуні),
- Ширін («Легенда про любов» А. Мелікова), Даша («Юність» М. Чулакі),
- Жізель, Медора («Жізель», «Корсар» А. Адама), Лючія («Під небом Італії» В. Юровського) та інші.

## Нагороди
- народна артистка УРСР (1960)
- народна артистка СРСР (1970)
- орден княгині Ольги III ступеня (2011)[4]
- Відзнака Президента України «Національна легенда України» (20 серпня 2021) — за визначні особисті заслуги у становленні незалежної України і зміцненні її державності, вагомий внесок у розвиток національного мистецтва, спорту, багаторічну плідну професійну діяльність[5]